# Erigonoplus castellanus
Erigonoplus castellanus là một loài nhện trong họ Linyphiidae.
Loài này thuộc chi Erigonoplus. Erigonoplus castellanus được Octavius Pickard-Cambridge miêu tả năm 1875.